# Yannick Herren
Yannick Herren (* 7. Februar 1991 in Mühleberg) ist ein Schweizer Eishockeyspieler, der zuletzt bei Fribourg-Gottéron in der National League unter Vertrag stand.

## Karriere
Der Saas-Grunder wechselte als Jugendlicher aus seiner Heimat zum EHC Visp in die National League B und gab während der Saison 2007/08 sein Debüt in der zweithöchsten Schweizer Spielklasse. 2010 nahm Herren ein Angebot der Kloten Flyers an und vollzog ergo den Sprung in die National League A. Nach vier Jahren verliess er Kloten und unterschrieb einen Vertrag beim NLA-Konkurrenten Lausanne HC.
Seit der Saison 2020/21 spielte Herren für Fribourg-Gottéron.
Nachdem er bei Fribourg in der Saison 2021/22 nicht mehr zum Einsatz gekommen war, wurde er bis Ende der Saison an den HC Lugano ausgeliehen.

### International
Herren war Junioren-Nationalspieler und spielte mit der U20-Auswahl der Schweiz bei der U20-Weltmeisterschaft 2011 in der Top-Division. Er wurde für den Deutschland Cup 2016 erstmals in das Kader der A-Nationalmannschaft berufen.

## Familie
Yannick Herren ist der Sohn der ehemaligen Skirennfahrerin und dreifachen Olympionikin Bernadette Zurbriggen.